# Аццио
Аццио (итал. Azzio) — коммуна в Италии, располагается в провинции Варесе области Ломбардия.
Население составляет 701 человек (2008 г.), плотность населения составляет 351 чел./км². Занимает площадь 2 км². Почтовый индекс — 21030. Телефонный код — 0332.
В коммуне 25 марта особо празднуется Благовещение Пресвятой Богородицы.

## Демография
Динамика населения:

## Администрация коммуны
- Официальный сайт: